# Riegsee
Riegsee är en kommun och ort i Landkreis Garmisch-Partenkirchen i Regierungsbezirk Oberbayern i förbundslandet Bayern i Tyskland.
Kommunen ingår i kommunalförbundet Seehausen am Staffelsee tillsammans med kommunerna Seehausen am Staffelsee och Spatzenhausen.